# Пођо Сан Марчело
Пођо Сан Марчело (итал. Poggio San Marcello) насеље је у Италији у округу Анкона, региону Марке.
Према процени из 2011. у насељу је живело 442 становника. Насеље се налази на надморској висини од 407 м.

## Становништво
| 1936. | 1951. | 1961. | 1971. | 1981. | 1991. | 2001. | 2011. |
| ----- | ----- | ----- | ----- | ----- | ----- | ----- | ----- |
| 1.882 | 1.853 | 1.439 | 967   | 762   | 773   | 737   | 731   |

## Партнерски градови
- Трекванда
- Међугорје